# Bộ Giáo dục, Văn hóa, Thể thao, Khoa học và Công nghệ
Bộ Giáo dục, Văn hóa, Thể thao, Khoa học và Công nghệ (文部科学省 (Văn bộ khoa học tỉnh) Monbu-kagaku-shō), còn được gọi là MEXT, Monka-shō, và trước đây là Bộ Giáo dục, Khoa học và Văn hoá (文部省 Monbu-shō), là một trong các bộ của chính phủ Nhật Bản.
Chính phủ Minh Trị đã lập ra Bộ giáo dục đầu tiên vào năm 1871.
Chính phủ Nhật Bản quản lý giáo dục từ cấp trung ương, và nó được quản lý bởi một bộ máy quan liêu nhà nước mà điều chỉnh gần như mọi khía cạnh của quá trình giáo dục. Luật giáo dục trường học yêu cầu các trường trên khắp đất nước để sử dụng sách giáo khoa theo đường lối giáo trình (学習指導要領) do Bộ ban hành, mặc dù có một số trường hợp ngoại lệ.
Vào tháng 1 năm 2001, tổ chức Monbu-shō cũ và Cơ quan Khoa học và Công nghệ (科学技術庁 Kagaku-gijutsu-chō) sáp nhập lại để trở thành tổ chức MEXT hiện tại.
MEXT đang được dẫn dắt bởi một Bộ trưởng Giáo dục, Văn hóa, Thể thao, Khoa học và Công nghệ, là một thành viên của nội các và là lựa chọn của Thủ tướng, thông thường là từ các thành viên của Quốc hội.
MEXT là một trong ba bộ điều hành Chương trình JET. Nó cũng cung cấp học bổng Monbukagakusho, còn được gọi là học bổng MEXT hay học bổng Monbu-shō.

## Latinh hoá tiếng Nhật
MEXT phụ trách việc đặt ra tiêu chuẩn cho việc Latinh hoá tiếng Nhật.

## Giáo dục của người Nhật Bản sống ở nước ngoài
MEXT cung cấp chương trình Mạng Internet cho Trẻ em sống ở nước ngoài và Trẻ em hồi hương (CLARINET - Children Living Abroad and Returnees Internet) mà cung cấp thông tin cho các gia đình Nhật Bản sống ở nước ngoài.
MEXT gửi giáo viên đi khắp thế giới để phục vụ trong nihonjin gakkō, các trường quốc tế toàn thời gian của Nhật Bản trên thế giới. Chính phủ Nhật Bản cũng gửi giáo viên toàn thời gian tới các trường bổ sung hoshū jugyō kō, cung cấp giáo trình tương tự như của nihonjin gakkō và/hoặc những nơi có 100 học sinh hoặc hơn. Thêm vào đó, MEXT trợ cấp cho các trường học vào cuối tuần có hơn 100 học sinh.